# Live in São Paulo
Live In São Paulo es un álbum en vivo de la banda brasileña Sepultura. Todas las canciones fueron grabadas el 3 de abril de 2005, en un concierto en la ciudad de São Paulo. También se grabó un DVD con dicha presentación. "Refuse/Resist" fue lanzada como sencillo del disco.

## Lista de canciones

### Disco uno
| N.º | Título                             | Duración |  |
| 1.  | «Intro»                            | 4:51     |  |
| 2.  | «Apes of God»                      | 3:11     |  |
| 3.  | «Slave New World»                  | 3:37     |  |
| 4.  | «Propaganda»                       | 3:03     |  |
| 5.  | «Attitude»                         | 4:48     |  |
| 6.  | «Choke»                            | 3:27     |  |
| 7.  | «Inner Self / Beneath the Remains» | 4:55     |  |
| 8.  | «Escape to the Void»               | 4:29     |  |
| 9.  | «Mindwar»                          | 3:16     |  |
| 10. | «Troops of Doom»                   | 3:39     |  |
| 11. | «Necromancer»                      | 3:29     |  |

### Disco dos
| N.º | Título                                                     | Duración |  |
| 1.  | «Sepulnation»                                              | 3:52     |  |
| 2.  | «Refuse/Resist»                                            | 3:07     |  |
| 3.  | «Territory»                                                | 4:30     |  |
| 4.  | «Black Steel in the Hour of Chaos» (cover de Public Enemy) | 3:49     |  |
| 5.  | «Bullet the Blue Sky» (cover de U2)                        | 4:58     |  |
| 6.  | «Reza»                                                     | 2:08     |  |
| 7.  | «Biotech Is Godzilla»                                      | 2:41     |  |
| 8.  | «Arise/Dead Embryonic Cells»                               | 4:28     |  |
| 9.  | «Come Back Alive»                                          | 2:18     |  |
| 10. | «Roots Bloody Roots»                                       | 4:42     |  |

## Créditos
- Derrick Green - voz
- Andreas Kisser - guitarra
- Paulo Jr. - bajo
- Igor Cavalera - batería